# Laguna San José (Marbán)
La laguna san José es una laguna amazónica de Bolivia, situada en los llanos de Moxos al este del país. Administrativamente se encuentra en el municipio de San Andrés de la provincia de Marbán en el departamento del Beni. La laguna está situada a una altitud de 162 metros sobre el nivel del mar.
Esta laguna está formada por dos cuerpos de agua la del sur mucho más grande que la del norte, están comunicadas por un estrecho de 40 metros, esta laguna tiene unas dimensiones de 5,9 km de largo por una anchura máxima de 2,8 km y una superficie de 14 km². La laguna tiene una perímetro de 15 kilómetros.
A 6 km al norte de la laguna se encuentra el pueblo de Casarabe, en el municipio de Trinidad, donde se han encontrado una gran cantidad de montículos monumentales y campos agrícolas asociados a la cultura prehispánica de las Lomas.